# Omalos

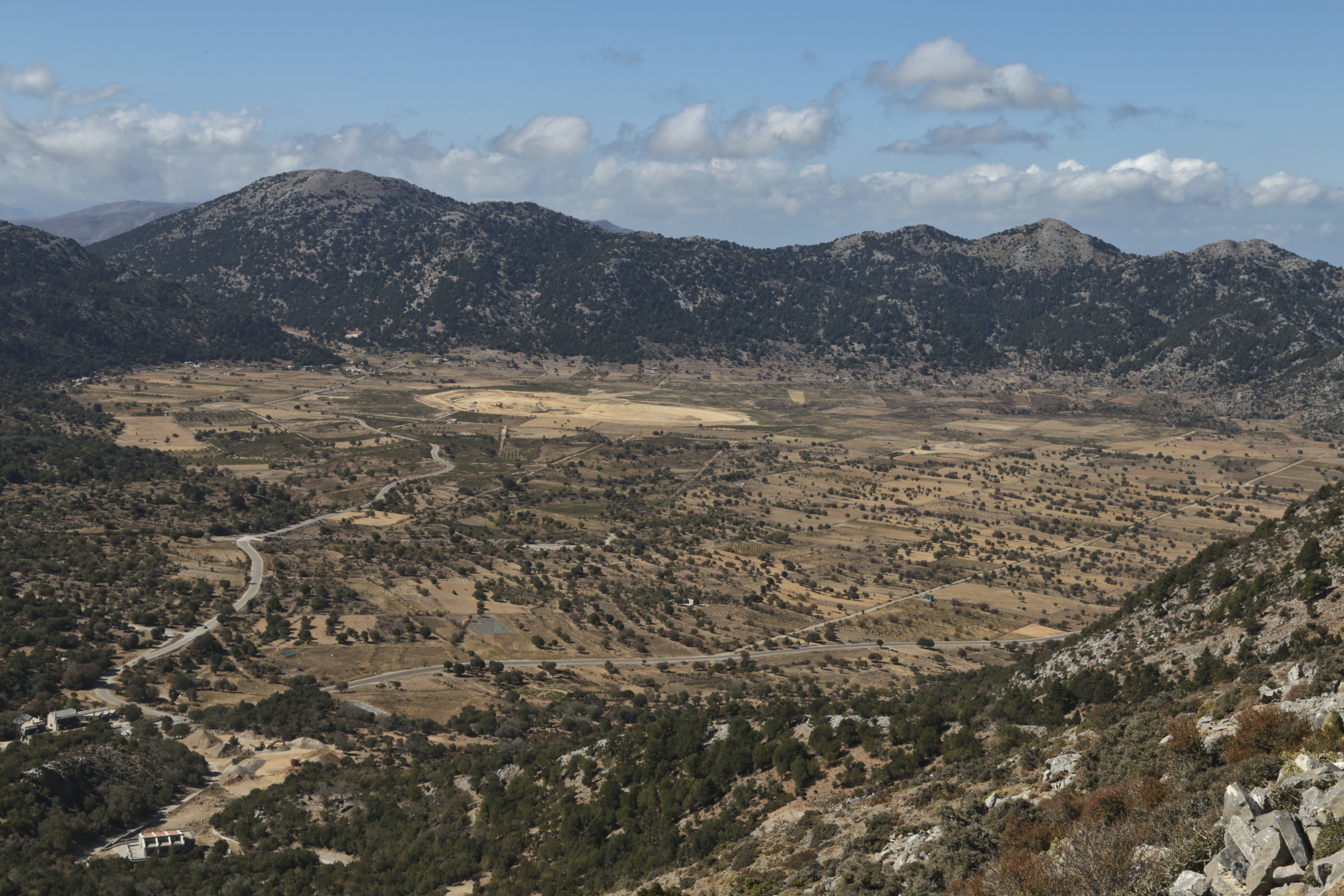
Die Hochebene

Das Omalos-Plateau (griechisch Ομαλός Χανίων) ist eine Hochebene im Regionalbezirk Chania. Dort liegt auch das Dorf mit dem Namen Omalos (griechisch Ομαλός bedeutet "eben", "flach"). Omalos liegt auf der griechischen Mittelmeerinsel Kreta.

## Geographie
Die Hochebene befindet sich in 38 km Entfernung von Chania auf einer Höhe von 1100 m ü.d.Meeresspiegel in den Levka Ori.
Die nahezu kreisrunde Ebene mit einem Durchmesser von 4 bis 5 km, eine Polje, hat eine Fläche von etwa 15 km². Der größte Teil gehört zum Dorf Anatoliko Selino. Außerdem gehören Gebiete zum Dorf Mousouri (Platanias) und im Osten grenzt Sfakia an das Gebiet.
Es gibt vier Zugänge:
- von Westen ausgehend von der Straße Chania-Sougia
- von Norden von Omalos
- von Osten über Katsiveli und Kalergi
- von Süden durch die Samaria-Schlucht, die in Agia Roumeli das Libysche Meer erreicht.

Das Dorf Omalos selbst liegt 4 km vom Eingang der Schlucht bei Xyloskalo entfernt. Es hat vor allem Bedeutung durch Wandertouristen. Im Westen führt ein alter Maultierpfad nach Agia Irini mit einer Verbindung zur Agia Irini-Schlucht.
Ursprünglich war die Hochebene wohl ein See, der aber durch Tzanis' Höhle abgelaufen sein muss. Diese Höhle findet sich linker Hand der Straße von Omalos nach Chania, etwa 600 m nördlich von Omalos-Dorf. Sie erstreckt sich über ca. 2,5 km und fällt auf dieser Strecke um 241 m.
Bei Xyloskalo ragen zwei Gipfel heraus, der Gingilos (1974 m) und der Volakias (2116 m), den die Legende als den Thron des Zeus bezeichnet, der auf Kreta geboren sein soll. Weiter westlich finden sich die Gipfel Agathopi (1786 m) und Psilafi (1984 m), die heute Slalom-Ski Pisten vorweisen können.

## Wirtschaft
Das etwas kühlere Klima und der fruchtbare Boden eignen sich gut zum Anbau von Gemüse und Äpfeln zusammen mit Getreide.
In speziellen Steinhütten, den so genannten „mitata“, werden zur Käseherstellung (Graviera) genutzt. In den wärmeren Jahreszeiten bringen Hirten ihre Herden auf Weiden an den Hängen der Levka Ori.

## Geschichte

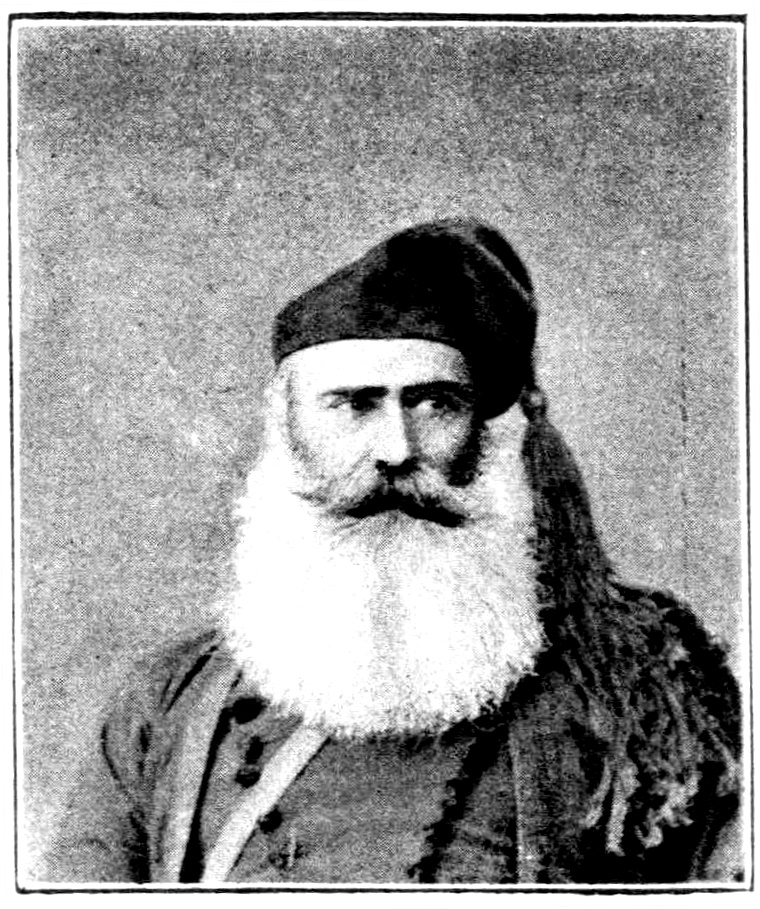
Chatzimichalis Giannaris 1833–1916. Foto von 1890

Der Name Omalos geht möglicherweise auf das Nationallied Pote tha kani Xasteria zurück, denn nur dreimal gelang es den Türken während der Ottomanischen Zeit auf die Hochebene vorzudringen. Dementsprechend war Omalos immer ein wichtiges Rückzugsgebiet für die Kreter.
Tzanis' Höhle ist beispielsweise nach Tzanis Markos benannt, einem Rebellenführer, der am Anfang der Türkischen Besatzungszeit dort seinen Unterschlupf hatte. Tzanis Markos führte den Spitznamen "Fovos" (Furcht).
Der Kretische Rebell Chatzimichalis Giannaris (1833–1916) wurde im nahen Lakki geboren. Er wurde in den Aufständen 1855–1869 berühmt; er wurde gefangen genommen, entkam aber aus dem Gefängnis in Chania und ging ins Exil nach Odessa. 1912 wurde er ins griechische Parlament gewählt. Er starb in Chania und wurde auf seinen Wunsch hin in Omalos begraben, wo ihm eine Kirche in der Nähe von Tzanis Höhle gewidmet ist.
Im Zweiten Weltkrieg diente die Ebene als Flugplatz.

## Mythologie
Der Berg Volakis wurde als Thron des Zeus bezeichnet, während die Gipfel Agathopi und Psilafi als seine Rennbahn bezeichnet wurden.
Tzanis' Höhle bekam ihren Namen nach einer anderen Überlieferung von einem Hirten, dessen Leier-Spiel die Elfen des Ortes angezogen hatte und die ihn daraufhin entführten. In mondlosen Nächten soll man noch den Klang seiner Leier dort hören können.